# Unione Sportiva Imperia 1932-1933
Questa voce raccoglie le informazioni riguardanti l'Unione Sportiva Imperia nelle competizioni ufficiali della stagione 1932-1933.

## Rosa
| N. |                   | Ruolo | Calciatore       |
| -- | ----------------- | ----- | ---------------- |
|    | Italia (bandiera) | P     | Enrico Carzino   |
|    | Italia (bandiera) | P     | Teresio Signori  |
|    | Italia (bandiera) | P     | Muzio            |
|    | Italia (bandiera) | D     | Antonio Conterno |
|    | Italia (bandiera) | D     | Stegani          |
|    | Italia (bandiera) | D     | Angelo Casazza   |
|    | Italia (bandiera) | D     | Antonio Conterno |
|    | Italia (bandiera) | C     | (?) Cagno        |

| N. |                   | Ruolo | Calciatore         |
| -- | ----------------- | ----- | ------------------ |
|    | Italia (bandiera) | C     | Geanesi Paolo      |
|    | Italia (bandiera) | C     | Grosso Giuseppe I  |
|    | Italia (bandiera) | C     | Pietro Repetto     |
|    | Italia (bandiera) | C     | Grosso Giuseppe II |
|    | Italia (bandiera) | A     | Ugo Magnetto       |
|    | Italia (bandiera) | A     | Mantero Giovanni   |
|    | Italia (bandiera) | A     | Cesare Testera     |
|    | Italia (bandiera) | D     | Stegani Adriano    |

## Calciomercato
| Acquisti | Acquisti          | Acquisti    | Acquisti |
| R.       | Nome              | da          |          |
| -------- | ----------------- | ----------- | -------- |
| P        | Teresio Signori   | Alessandria |          |
| C        | Benvenuto Lagorio | Alessandria |          |